# Malin Sandberg
Malin Sandberg (født 14. april 2000 i Göteborg, Sverige) er en svensk håndboldspiller, som spiller i H 65 Höör og Sveriges U/19-kvindehåndboldlandshold.